# Ковачевич, Урош
Урош Ковачевич (серб. Урош Ковачевић; родился 6 мая 1993) — сербский волейболист, играющий на позиции доигровщика. Младший брат Николы Ковачевича.

## Выступления за сборную
Выступал в составе юношеских и молодёжных команд, в составе молодёжной сборной выиграл чемпионат мира и чемпионат Европы 2011 года. На чемпионате мира 2011 среди юниоров стал бронзовым призёром, в том же году был впервые вызван в сборную Сербии, в составе которой выиграл чемпионат Европы. В 2011 году удостоился от Олимпийского комитета Сербии приза лучшего молодого спортсмена года. В 2012 году выступал в составе сборной на Олимпийских играх.
В составе сборной Сербии выиграл Мировую лигу в 2016 и завоевал бронзовую медаль на чемпионате Европы 2017. В 2019 году снова выиграл чемпионат Европы, став его MVP.
В составе итальянской «Вероны» в 2016 году выиграл Кубок Вызова, обыграв в финале новоуренгойский «Факел».
Летом 2017 года перешел в «Трентино». В 2019 году на клубном уровне выигрывал Кубок ЕКВ в составе «Трентино».
Летом 2023 года стал игроком клуба «Урал». В первый же сезон стал самым результативным игроком регулярного чемпионата России 2023/24: набрал 479 очков в 30 матчах при 50% реализации атак (419/833), также у него 25 эйсов и 35 блоков. Несмотря на результативность Ковачевича, уфимская команда заняла лишь 13-е место и не попала в плей-офф.